# ジャルクルガン
ジャルクルガン (ラテン文字:Jarqoʻrgʻon, Jarqorgon, Jarkorgan, Jarkurgan、ウズベク語: Jarqoʻrgʻon / Жарқўрғон、ロシア語: Джаркурган) はウズベキスタン・スルハンダリヤ州の都市である。州都のテルメズからは北北東に約40kmの地点にある。2012年の人口は28,547人となっている。「ジャルコルガン」と表記されることもある。

## 概要
1973年に都市として設立された。街にはカラハン朝の1109年に建造された高さ20mのミナレットがある。
街の主な産業は織物産業である。街にはテルメズからデナウを経由してタジキスタンのドゥシャンベへと向かう高速道路のM41が通過している。

## 教育施設
- ジャルクルガン地区第3学校[4]